# Belle Marianne

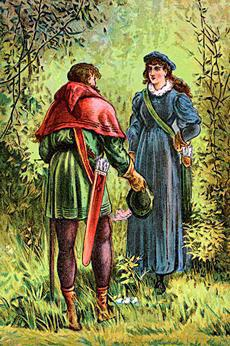
Robin des Bois et Marianne, illustration des années 1880.

Belle Marianne[réf. nécessaire] ou Marianne (en anglais Maid Marian, raccourci de maiden, « jeune fille », parfois appelée Marion) est le nom que l'on donne généralement à Lady Marian Fitzwalter de Leaford (mentionnée pour la première fois vers 1200-1400), compagne du légendaire hors-la-loi anglais Robin des Bois. Provenant d'une autre tradition antérieure, elle n'est associée à Robin des Bois qu'au XVIe siècle.

## Histoire
Belle Marianne était initialement un personnage des jeux lors des fêtes de Mai (considérées comme ayant lieu en mai et début juin, plus communément appelées fêtes de la Pentecôte) et est parfois associée à la Reine de May Day ou Lady of May. Comme Robin des Bois devenait une figure centrale de May Day par son lien avec tout ce qui touchait à la forêt et à l'archerie, Marianne s'est naturellement vue au bout d'un moment devenir la fiancée du héros. Robin et Marianne étaient certainement tous deux associés à May Day en Angleterre, comme l'était Frère Tuck ; il y avait originellement deux interprétations différentes
- Alexander Barclay, écrivant vers 1500, se réfère à some merry fytte of Maid Marian or else of Robin Hood - mais les personnages sont là présentés ensemble.
- Marianne est probablement dérivée de la tradition française d'une bergère appelée Marion et de son amant berger Robin (aucun lien avec Robin des Bois). L'exemple le plus connu de cette tradition est Le Jeu de Robin et Marion d'Adam de la Halle, vers 1283.

Beaucoup des premières versions de Robin des Bois font cas de sa dévotion à la Vierge Marie, comme dans Robin Hood and the Friar (Robin des Bois et le Moine). Cet aspect du personnage disparaît progressivement comme Marianne fait son chemin dans le conte. Ceci, ajouté au statut initial de Marianne comme femme de chambre (maid en anglais), suggère une autre origine possible du personnage.
Marianne n'a pas immédiatement acquis le rôle incontestable de compagne de Robin des Bois ; dans Robin Hood's Birth, Breeding, Valor, and Marriage, l'amante de celui-ci est Clorinda, la Reine des bergères ; le nom de la jeune femme a survécu dans certaines versions tardives, comme faux nom de Marianne.
Il faut noter que les plus anciennes histoires médiévales ne donnent à Robin des Bois aucune compagne : ce personnage était en effet à ce moment-là un homme plutôt bestial et la présence d'une compagne aurait semblé déplacée.

## Personnage
Du point de vue narratif, à la fin du XVIe siècle, Robin des Bois est un noble et Belle Marianne une jeune servante qui soupire après lui. Elle n'incarnait d'ailleurs pas toujours une jeune vierge dans les premiers temps. En 1592, Thomas Nasche décrit la Marianne des jeux de May comme jouée par un acteur appelé Martin et certaines allusions grivoises à propos du personnage féminin dans Robin Hood and the Friar en font une parodie obscène.
Sa biographie et son personnage ont beaucoup varié à travers les siècles, étant tour à tour présentée comme une païenne ou une Saxonne et d'autres fois comme une Normande, mais elle est généralement dépeinte comme une dame de noble extraction évoluant à la Cour. L'actuel lien de parenté de Belle Maranne avec les Plantagenêts tend à varier. Dans le célèbre film avec Errol Flynn, elle est une pupille de la Cour, une orpheline d'origine noble sous la protection du roi Richard Cœur de Lion. Dans le film à grand spectacle Robin des Bois, prince des voleurs avec Kevin Costner, elle en est une cousine maternelle, alors que dans l'adaptation de la BBC TV datant de 2006, elle est la fille de l'ancien shérif et était fiancée à Robin avant son départ pour la Terre Sainte. Le lien le plus étrange pourrait bien être aussi celui que propose le dessin animé de Disney, Robin des Bois : on y présente Belle Marianne comme la nièce du roi Richard et de son frère le Prince Jean, bien qu'elle ait l'apparence d'un renard et eux de lions ; elle ne semble pas non plus traitée comme une personne de sang royal, bien qu'elle vive dans l'enceinte du château de Nottingham.
Dans une pièce du théâtre élizabethain, Anthony Murday lui donne le nom de Matilda Fitzwalter, fille historique de Robert Filtzwalter, exilé d'Angleterre à cause d'une tentative d'assassinat du Prince Jean, après que le monarque eut tenté de séduire Matilda. La ballade Robin Hood and Maid Marian qui date au moins du XVIIe siècle présente une Marianne plus active qui se déguise en page et engage contre Robin un combat à l'épée, sans se faire démasquer.
À l'ère victorienne elle réendosse son ancien rôle de menue servante. La dame de haute naissance apparaît dans de nombreux films, sous divers personnages : dans Les Aventures de Robin des Bois (1938), c'est une femme courageuse et loyale interprétée par Olivia de Havilland. Bien qu'étant toujours une dame, son antagonisme initial avec Robin ne tient pas tant à un dédain aristocratique qu'à une sainte horreur du vol ; cependant, dans The Story of Robin Hood and His Merrie Men (1952), quoiqu'étant une dame d'honneur d'Aliénor d'Aquitaine pendant les Croisades, elle est en réalité un malicieux garçon manqué capable de prendre la fuite avec effronterie à la campagne, déguisée en garçon. Avec la montée du féminisme moderne au XXe siècle, le personnage a souvent été représenté comme une aventurière, parfois même comme un archer d'élite. Dans les temps modernes, les histoires de Robin des Bois se terminaient souvent sur son mariage avec Belle Marianne et son exil des bois pour une vie civilisée et aristocratique.

## Littérature
De nombreux livres sont basés sur le personnage de Marianne :
- Maid Marian (1822), de Thomas Love Peacock,
- Maid Marian (2004), d'Elsa Watson,
- The Outlaws of Sherwood (1988), de Robin McKinley (qui dépeint Marianne comme un archer d'élite),
- Lady of the Forest, de Jennifer Roberson,
- Lady of Sherwood, de Jennifer Roberson,
- The Forestwife et ses suites, bien qu'elle ne soit le personnage principal que dans le premier tome, de Theresa Tomlinson.
- Marianne apparaît dans un chapitre de L'Épée dans la pierre (1938) de Terence Hanbury White, premier tome de Once and Future King. Wart (le jeune roi Arthur) et son demi-frère Kay la rencontrent en compagnie de Robin en route pour la forêt et une aventure ; ils doivent venir en aide à Morgan le Key qui a été enlevé. Lorsque les deux frères font sa connaissance, il apparaît rapidement que Marianne est une femme adroite en combat et le narrateur mentionne le fait qu'elle peut marcher ou même ramper sur le ventre comme un serpent, plus vite que les garçons qui ont du mal à suivre.
- Les Robin & Marian Mysteries de Clayton Emery (en), parus notamment dans le Ellery Queen's Mystery Magazine, présentent Rogin et Marianne en détectives amateurs résolvant des meurtres étranges[1].

## Cinéma

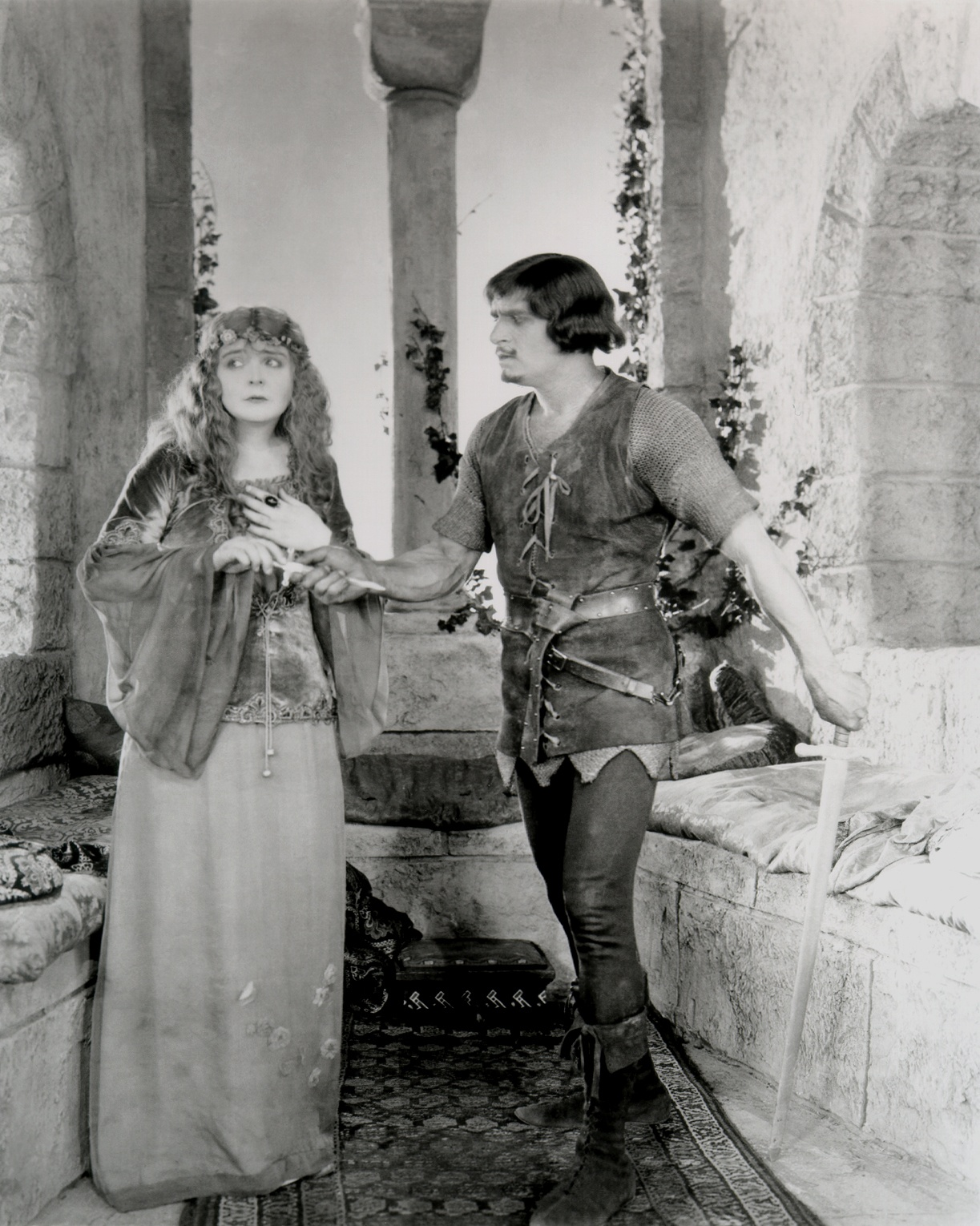
Douglas Fairbanks (Robin) donne une dague à Enid Bennett (Marianne) dans le film de 1922 Robin des Bois.

- dans le film de 1932 The Merry Men of Sherwood de Widgey R. Newman, Marianne est incarnée par Aileen Marson (en)
- dans le film de 1938 Les Aventures de Robin des Bois, Marianne est jouée par Olivia de Havilland.
- dans le film de 1952 Robin des Bois et ses joyeux compagnons, ce rôle est tenu par Joan Rice.
- dans le dessin animé de Disney de 1973 Robin des Bois, Monica Evans (Michèle André en français) prête sa voix à une renarde anthropomorphe.
- dans le film de 1976 La Rose et la Flèche, Marianne est incarnée par Audrey Hepburn.
- dans le film de 1991 Robin des Bois, prince des voleurs, Marianne est jouée par Mary Elizabeth Mastrantonio. Dans cette version son nom de famille est présenté comme étant "Dubois", en référence à la traduction française de Robin Hood (Robin des Bois).
- dans le film de 1991 Robin des Bois, elle est incarnée par Uma Thurman.
- dans le film de 1993 Robin Hood : Men in Tights, Marianne est jouée par Amy Yasbeck.
- dans le film de Ridley Scott de 2010 Robin des Bois, Lady Marianne est une veuve dont le rôle est tenu par Cate Blanchett. Dans cette version, son nom de famille est Loxley.
- dans le film de 2018 Robin des Bois (Robin Hood) d'Otto Bathurst, interprétée par Eve Hewson.

## Télévision
- Marianne est le personnage principal dans la comédie de la BBC pour enfants de Tony Robinson Maid Marian and her Merry Men. Dans cette version, Marianne est dépeinte comme le véritable chef des Merry Men, alors que Robin n'est qu'un lâche, et est pris par erreur pour le chef par le Prince Jean et le Shérif de Nottingham.
- Marianne a d'abord été jouée par Bernadette O'Farrell, puis par Patricia Driscoll dans la série des années 1950 The Adventures of Robin Hood.
- elle apparaît aussi dans le dessin animé Robin Fusée (1966-1969), une version science-fiction canadienne de la légende de Robin des Bois.
- dans le film de la HTV des années 1980, Robin of Sherwood, Marianne est jouée par Judi Trott, qui, après avoir rencontré Robin des Bois et en être tombée amoureuse, vit avec lui et les autres hors-la-loi dans la Forêt de Sherwood.
- dans Blackadder: Back & Forth, Marianne est incarnée par la top-model Kate Moss.
- dans la série télévisée de la fin des années 1990, Les Nouvelles Aventures de Robin des Bois, elle est jouée par Anna Galvin, puis par Barbara Griffin. Elle vit en compagnie de Robin, Petit Jean et Frère Tuck dans la Forêt de Sherwood.
- dans le téléfilm Disney La Princesse des voleurs (Princess of Thieves, 2001), Robin et Marianne ont une fille, jouée par Keira Knightley.
- Dans la version de la BBC de 2006 Robin des Bois, Lucy Griffiths joue le rôle de Lady Marianne, opposée à Maid Marian. Dans cette version du conte, elle est la fille d'un précédent shérif de Nottingham et la fiancée de Robin ; ils ne se marient qu'à l'extrême fin de la saison 2, avant qu'elle ne meure assassinée dans les bras de Robin. Belle et vive, son personnage est têtu et fougueux. Elle est prise dans un triangle amoureux, entre Sir Guy de Gisborne et Robin, ses deux prétendants.

## Musique
- la chanson de Squeeze, Pulling Mussels (from The Shell) [Quand ?] contient le vers « Maid Marian on her / tiptoed feet ».
- la chanson Robin and Marian du chanteur folklorique Will Stratton dans l'album No Wonder (2009) offre une interprétation moderne et politique de l'histoire de Robin des Bois et de Marianne.
- Dans la comédie musicale Robin des Bois (2013), elle est interprétée par Stéphanie Bédard.

## Autre
Maid Marian Way est une route qui traverse le centre de Nottingham, entre les restes du château et la place principale : hommage plutôt irrévérencieux à Belle Marianne, car cette rue a été désignée par un vote comme étant la plus laide d'Europe, à cause des bâtiments des années 1960 qui la longent, et de la manière contestable dont elle coupe les rues médiévales de Nottingham. C'était le lieu de l'attraction The Tales of Robin Hood.